# Diana Karnafel
Diana Karnafel (en ucraniano: Діана Карнафель; 8 de enero de 2007) es una deportista ucraniana que compite en saltos de trampolín. Ganó una medalla de oro en el Campeonato Europeo de Saltos de 2025, en la prueba de trampolín 3 m sincro.

## Palmarés internacional
| Campeonato Europeo | Campeonato Europeo | Campeonato Europeo | Campeonato Europeo   |
| Año                | Lugar              | Medalla            | Prueba               |
| ------------------ | ------------------ | ------------------ | -------------------- |
| 2025               | Antalya (Turquía)  | Medalla de oro     | Trampolín 3 m sincro |